# Grupa Akrobacyjna Żelazny
Il Grupa Akrobacyjna Żelazny (in italiano: Gruppo Acrobatico Żelazny) è una pattuglia acrobatica civile polacca. La pattuglia si è costituita nel 1999 presso l'aeroclub Ziemi Lubuskiej- Andrzeja Kraszewskiego di Przylep, un villaggio nel comune rurale di Zielona Góra, ed utilizza tre aerei da competizione monoposto Zlín Z 50 (due aerei Zlin Z 526AFS e uno Zlin Z 50L).. Nel 2008 ha cambiato nome in "Grupa Akrobacyjna ŻELAZNY Aeroklubu Ziemi Lubuskiej i Aeroklubu Poznańskiego".

## Incidenti
Il 1º settembre 2007 durante un'esibizione al Radom Air Show 2007 (Radom, Polonia), la pattuglia è rimasta coinvolta in un grave incidente aereo (uno scontro in volo tra due aerei che si incrociavano all'uscita di un looping) che è costato la perdita degli apparecchi e la morte dei due piloti.